# Lagting
A lagting (helyi svéd dialektussal ejtsd: Logting) a területi autonómiával rendelkező Åland-szigetek parlamentje. 

## Összetétele

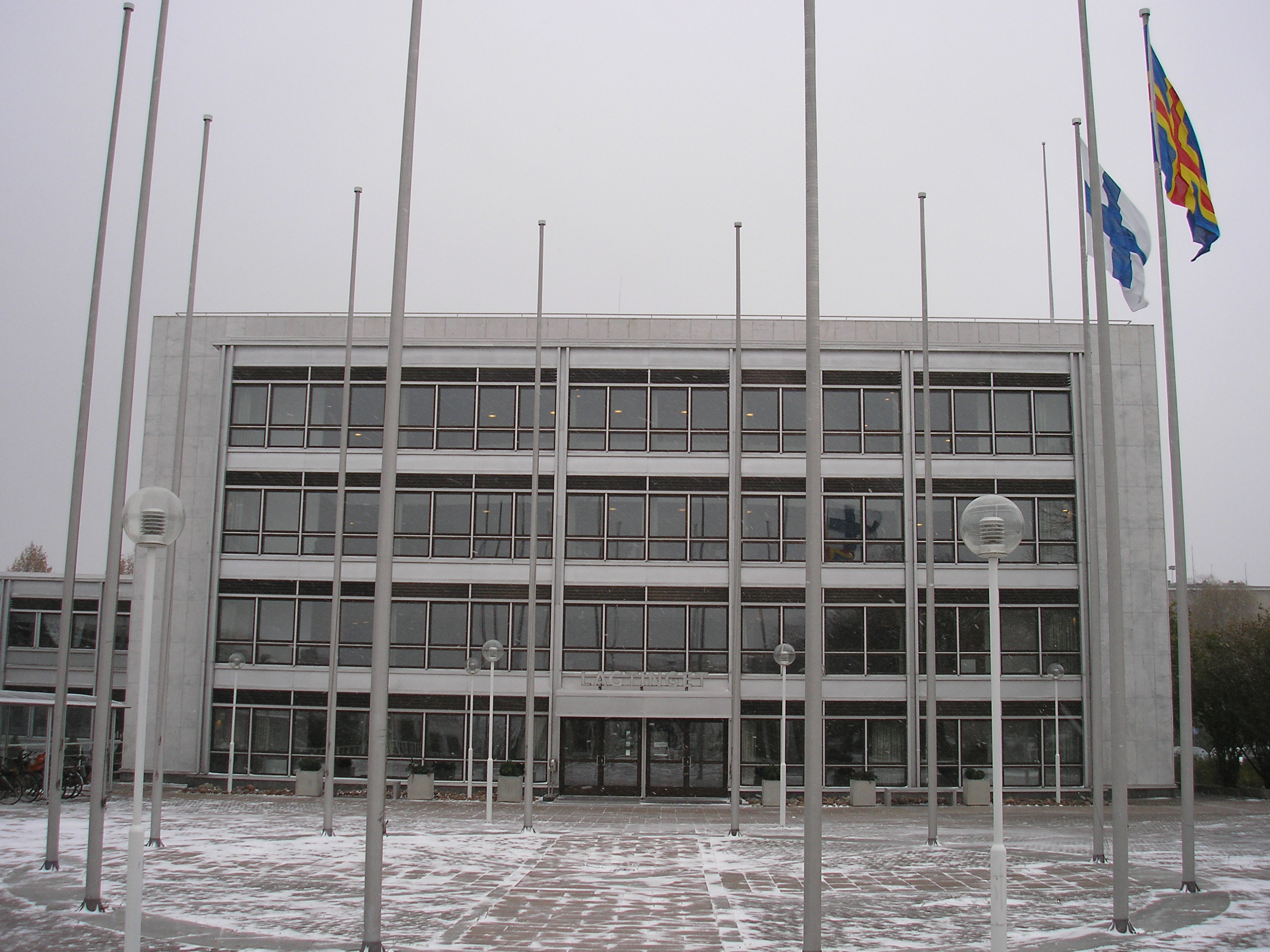

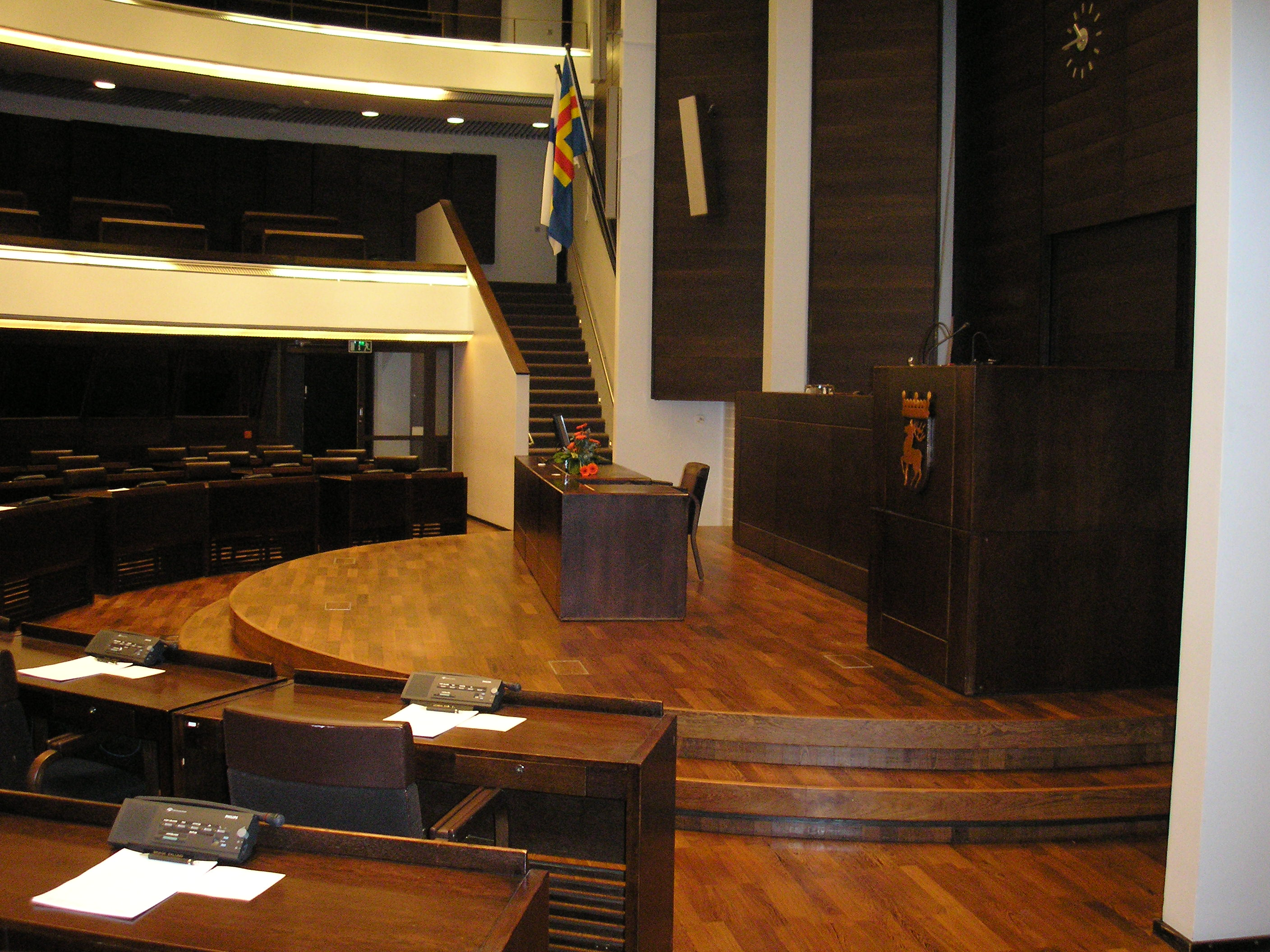

A Lagting 30 tagját négyévente, arányos rendszerű választáson bízzák meg az ålandi választópolgárok. A legutóbbi választást 2023-ban tartották, ennek eredményeképpen 9 liberális, 7 centrumpárti, 4 szociáldemokrata, 4 mérsékelt, 1 zöldpárti és 5 független képviselő ül a Lagtingban. Az üléseket az elnök, akadályoztatása esetén a két alelnök egyike vezeti. Az elnök és az alelnökök alkotják a parlament elnökségét, személyükről évente szavaz a Lagting plénuma. Az éves rendes ülésszak november 1-jén veszi kezdetét, ekkor a finn köztársasági elnök, vagy a képviseletét ellátó kormányzó nyitja meg az ülésszakot.

## Tisztségviselők
Elnök: Veronica Thörnroos (centrum)
Alelnökök: Marcus Måtar (független), Rainer Juslin (liberális)

## Választások
Ålandi választások